# Печерникова, Тамара Павловна
Тама́ра Па́вловна Пече́рникова (11 февраля 1927, Саратов, РСФСР, СССР — 16 августа 2007, Москва, Россия) — советский и российский психиатр, специалист по судебной психиатрии. Доктор медицинских наук, профессор. Согласно ряду источников, была причастна к практике использования психиатрии в политических целях в СССР.

## Биография
Родилась 11 февраля 1927 года в Саратове.
В 1949 году окончила Крымский государственный медицинский институт.
Работала в Костромской психиатрической больнице.
В 1950 году поступила в аспирантуру в Институт судебной психиатрии имени В. П. Сербского, где училась у А. В. Снежневского, А. М. Дубинина и А. Н. Бунеева.
В 1955 году защитила диссертацию на соискание учёной степени кандидата медицинских наук по теме «Истерические явления в отдаленном периоде после закрытой травмы головы в судебно-психиатрической практике».
С 1955 года занимала руководящие должности в институте — заведовала клиническими отделениями, была руководителем сектора экспертиз.
В 1969 году защитила диссертацию на соискание учёной степени доктора медицинских наук по теме «Паранойяльные состояния и их судебно-психиатрическое значение».
В 1976 году присвоено учёное звание профессора.
Автор более 200 научных работ, соавтор 5 учебников. Под научным руководством защищено 34 диссертации, в том числе 5 докторских.

## Отзывы

### Положительные
Академик РАМН Т. Б. Дмитриева отмечает, что:
Научные интересы Т. П. Печерниковой были весьма обширны и касались прежде всего различных аспектов судебной психиатрии. Научное творчество Тамары Павловны всегда отличалось ясностью теоретических позиций, глубиной охвата проблем. В процесса своей научной деятельности, начав с изучения паранойяльных состояний, она постоянно возвращалась к этой теме, и несомненно, стала в этой области ведущим специалистом в стране. Научные труды Т. П. Печерниковой включают практически все основные проблемы судебной психиатрии…

Кандидат медицинских наук С. В. Абрамов отмечает, что:
Анализ и выводы Т. П. Печерниковой подготовили почву и сделали возможным введение внебольничной принудительной меры — амбулаторного принудительного наблюдения и лечения у психиатра (АПНЛ). У больных шизофренией с преобладанием негативных расстройств АПНЛ способствует ослаблению дезадаптирующего действия длительной принудительной госпитализации и, вместе с тем, выполняет дисциплинарные функции, позволяющие после их выписки из стационара осуществлять весь комплекс предложенных Т. П. Печерниковой мероприятий. По данным отечественных и зарубежных авторов, применение АПНЛ снижало повторность ОДД и общественно опасного поведения данной группы больных в несколько раз.

Директор Республиканского научно-практического центра психиатрии, психотерапии и наркологии, президент Ассоциации специалистов работающих в сфере психического здоровья Республики Казахстан, главный психиатр-нарколог Минздрава Республики Казахстан, доктор медицинских наук, профессор и заведующий кафедрой психиатрии, психотерапии и наркологии КазНМУ имени С. Д. Асфендиярова С. А. Алтынбеков, заслуженный деятель науки КазССР, доктор медицинских наук, профессор КазНМУ имени С. Д. Асфендиярова Р. Г. Илешева, заведующая научным отделом социальной и судебной психиатрии Республиканского научно-практического центра психиатрии доктор медицинских наук Л. Е. Базарбаева и судебно-психиатрический эксперт, главный внештатный психиатр Алматы кандидат медицинских наук А. Т. Бабыкпаева отмечали, что:
Профессора Тамару Павловну Печерникову хорошо знали казахстанские психиатры. В советский период, когда Институт имени В. П. Сербского курировал научно-практическую деятельность по судебной психиатрии в союзных республиках, в частности в Казахстане, Тамара Павловна неоднократно приезжала в Алма-Ату в составе судебно-психиатрических экспертных комиссий для проведения наиболее сложных экспертиз. Казахстанские психиатры имели возможность непосредственно общаться с большим учёным, прекрасным клиницистом. Глубокие научнообоснованные анализы каждого заключения были школой для наших врачей-экспертов. […] 
Т. П. Печерникова была научным руководителем, официальным оппонентом ряда диссертационных работ казахстанских психиатров, выполненных или защищённых в Институте им. В. П. Сербского, и куратором клиническим ординаторов, проходивших там обучение. Необходимо отметить многогранность Т. П. Печерниковой как учёного. Её научные работы касаются вопросов клиники и судебно-психиатрической оценки бредовых расстройств, проблем комплексных судебно-психиатрических экспертиз, судебно- психиатрической профилактики, судебно психиатрических экспертиз свидетелей и потерпевших. Поэтому и тематика диссертационных работ казахстанских психиатров, по которым она была научным руководителем или официальным оппонентов, также разнообразна.[…]
 Научные труды Т. П. Печерниковой хорошо известны нашим судебных психиатрам. Они служат руководством в их научно-практической деятельности и вместе с работами её учеников-казахстанцев вошли в историю национальной психиатрии.

Доктор медицинских наук, профессор кафедры социальной и судебной психиатрии Первого МГМУ имени И. М. Сеченова А. Ю. Березенцев отмечал, что:
В Тамаре Павловне сочетался и природный дар, и огромный профессиональный опыт. Она была необычайно одарённым и проницательным психиатром. […] в первые минуты беседы с пациентом она составляла о нём определённое профессиональное мнение (то, что называется «видела» пациента), а затем в беседе уже развивала своё видение, буквально «вытягивая» из него психопатологию. Кроме того, она была очень мудрым, прозорливым, тонко чувствующем людей человеком…

Кандидат психологических наук, доцент кафедры клинической и судебной психологии факультета юридической психологии МГППУ, руководитель Лаборатории психологических проблем судебно-психиатрической профилактики ГНЦССП имени В. П. Сербского В. Г. Булыгина отмечает, что:
Но наиболее современными и по-прежнему актуальным является мнение Т. П. Печерниковой о необходимости учёта динамического аспекта и отрицательного воздействия социальных факторов при оценке общественной опасности психически больных правонарушителей. Высказанное подтверждается и результатами метаисследования Kravitz H. и Kelly J. (1999), подтвердившими, что единственным показателем, связанным с совершением повторных ООД, является социальная адаптация больного.

Руководитель Отдела Судебно-психиатрических экспертиз ГНЦССП имени В. П. Сербского, д.м.н., профессор В. В. Горинов, к. м. н. И. М. Ушакова, к. м. н. старший научный сотрудник отделения психогений и расстройств личности ГНЦССП имени В. П. Сербского С. А. Васюков, руководитель научно-методического отдела ГНЦССП имени В. П. Сербского к.м.н. С. В. Данилова отмечали, что:
В исследованиях Т. П. Печерниковой важное место отводилось теоретическим вопросам судебной психиатрии, анализу содержательных характеристик составляющих юридические формулы невменяемости, недееспособности, процессуальной недееспособности потерпевших. До настоящего времени эти важные проблемы являются центральными в теории судебной психиатрии и экспертизы. По мере накопления клинических и психологических познаний исследователи всякий раз будут обращаться к ним.
Заслуженный врач РФ, д. м. н., профессор А. С. Дмитриев, д. м. н., ведущий научный сотрудник Отдела судебно-психиатрической профилактики ГНЦССП имени В. П. Сербского И. Н. Винникова, к. м. н. старший научный сотрудник ГНЦССП имени В. П. Сербского Н. В. Лазько и к. м. н. старший научный сотрудник ГНЦССП имени В. П. Сербского А. В. Оспанова отмечают, что:
Проблема диагностической и экспертной оценки паранойяльных расстройств являлась одним из приоритетных направлений научной деятельности Т. П. Печерниковой на протяжении многих лет. Совместно с коллегами и учениками ею были разработаны критерии дифференцированной судебно-психиатрической оценки указанных состояний как в уголовном, так и гражданском процессе.

Главный научный сотрудник ГНЦССП имени В. П. Сербского, доктор медицинских наук, профессор кафедры социальной и судебной психиатрии Первого МГМУ имени И. М. Сеченова М. А. Качаева и кандидат медицинских наук Л. С. Сатьянова отмечают, что:
Тамара Павловна Печерникова несколько лет возглавляла женское отделение, в те годы из-под её пера вышли работы, уникальные по точности клинического анализа. Эти труды свидетельствуют не только о высоком профессионализме, но и о наблюдательности, знаний различных сторон жизни женщин, высокой эмпатии по отношению не только к ним — жертвам домашнего террора, вероломных измен, унижения, но и к жертвам преступлений, совершаемых самими женщинами, а именно к их детям.
 Большое количество работ Т. П. Печерниковой посвящено судебно-психиатрическому аспекту психотических состояний послеродового периода и совершаемых в этих состояниях детоубийствах.
Заслуженный врач РФ, д. м. н., профессор Ф. В. Кондратьев отмечал, что:
Поднятая в своё время проф. Т. П. Печерниковой сложная проблема клинической дифференцировки сверхценных, бредопобных, паранойяльных состояний в разных нозологических интерпретациях в настоящее время становится особенно актуальной, эта актуальность обусловлена социокультуральных реальностей с формированием менталитета научной мистики, наполняемого абсурдными фантазиями.
Кандидат медицинских наук О. В. Леонова отмечает, что в работах Т. П. Печерниковой освещены такие аспекты судебной психиатрии, как «состояние корыстных правонарушителей — больных галлюцинаторно-параноидными психозами, мотивация краж при психопатиях»

### Критические
Известный психиатр Семён Глузман (впоследствии — почётный член Американской психиатрической ассоциации, член Королевского колледжа психиатров Великобритании и ряда других профессиональных организаций, исполнительный секретарь Ассоциации психиатров Украины) и правозащитник Владимир Буковский в статье «Пособие по психиатрии для инакомыслящих», впервые опубликованной в 1975 году, указывали, что диссидентам часто ставился диагноз «паранойяльное развитие личности», и приводили в связи с этим следующие цитаты из работ Печерниковой: «Наиболее часто идеи борьбы за правду и справедливость формируются у личностей паранойяльной структуры»; "Характерной чертой этих (сверхценных — Б. и Г.) образований является убежденность в своей правоте, охваченность отстаиванием «попранных прав», «значительность переживаний для личности больного»; «Судебное заседание они используют как трибуну для речей и обращений».
В 2002 году в статье «Psychiatry’s Painful Past Resurfaces in Russian Case» («Болезненное прошлое российской психиатрии вновь всплыло в судебном деле Буданова»), вышедшей в The Washington Post, упоминалось, что Т. Печерникова возглавила комиссию Института им. Сербского при экспертизе Ю. Буданова в постсоветское время; в советское время она признала психически ненормальной Н. Горбаневскую, В. Игрунова, выступала экспертом на судебном процессе А. Подрабинека. По словам автора статьи, в ходе процесса над Ю. Будановым, когда разбирательство зашло в тупик, «военный трибунал решил прибегнуть к помощи института Сербского. В мае нынешнего года выводы институтской комиссии, казалось, позволяли государству легко выйти из затруднения, в которое оно попало: комиссия во главе с Печерниковой пришла к выводу, что Буданов был временно невменяемым в момент убийства».
В 2002 году в интервью А. Политковской Наталья Горбаневская вспоминала об экспертизе 1970 года, проведенной Т. Печерниковой, следующим образом:
Диагноз «шизофрения» мне подгоняли под формулу, заранее придуманную. Вот и все, что делала Печерникова. <…> Например: «Мышление по временам бывает непоследовательным». В чем это выражается? Ни слова. «У Горбаневской наличие специфических для шизофрении изменений мышления, эмоциональных и критических способностей». Каких изменений? Ни слова. А ведь эта фраза — уже ключевая, в заключении прямо вслед за ней следует вывод о необходимости принудлечения.
На примере экспертизы Н. Горбаневской известный французский психиатр, историк психиатрии Ж. Гаррабе делал вывод о низком качестве судебно-медицинских экспертиз, проводившихся в отношении диссидентов: отсутствие в клиническом описании изменений мышления, эмоций и способности к критике, характерных для шизофрении; отсутствие какой бы то ни было установленной экспертизой связи между действием, повлекшим за собой обвинение, и психической болезнью, могущей его объяснить; указание в клиническом описании лишь депрессивной симптоматики, не требующей госпитализации в психиатрическую больницу. После своей эмиграции Горбаневская была в Париже освидетельствована французскими психиатрами, пришедшими к заключению, что она психически здорова и была помещена в психиатрическую больницу в СССР по политическим мотивам, а не медицинским показаниям.
По мнению Анны Политковской, высказанному в 2002 году, Т. Печерникова играла ключевую роль в политических злоупотреблениях психиатрией в СССР: «Дело Горбаневской — это ещё почти начало так называемых „психиатрических репрессий“». Как утверждала А. Политковская, «за два десятилетия практики по „защите советского общественного и государственного строя“ Печерникова отлично отладила механизм такой защиты через подконтрольную ей медицинскую науку, подстроив психиатрию под нужды госбезопасности».
В 2003 году Александр Подрабинек в интернет-издании «Грани.ру» отмечает, что «…распространявшие самиздат художник Виктор Кузнецов и учитель Иван Яхимович — также её [Печерниковой] жертвы. Выступала она, уже в качестве свидетеля обвинения, и на других политических процессах диссидентов». Рассматривая случай с признанием Буданова невменяемым, вызвавший широкий общественный резонанс, Подрабинек высказывает мнение: «…опять психиатрия становится любимой служанкой власти, охотно подстраиваясь под её сиюминутные политические нужды». Ранее, в 1977 году в ставшей знаменитой книге «Карательная медицина» Подрабинек писал: «Чаще всех под экспертными заключениями ЦНИИСП [Центральный научно-исследовательский институт судебной психиатрии имени В. П. Сербского] в делах карательной медицины встречаются подписи Д. Р. Лунца, Г. В. Морозова, Я. Л. Ландау, Е. М. Холодковской, Н. М. Жарикова, Т. П. Печерниковой, М. Ф. Тальце».
В 2004 году региональный координатор ООД «За права человека» И. Б. Шамшев в докладе Международной хельсинкской федерации по правам человека «Карательная психиатрия в России» пишет, что Т. П. Печерникова является профессором, «прославившимся в 60—70-е годы XX века психиатрическими преследованиями диссидентов». В числе таких диссидентов, в судебном процессе над которыми Печерникова присутствовала в качестве эксперта, он называет Н. Горбаневскую, выражавшую протест по поводу ввода советских войск в Чехословакию в 1968 году, и А. Подрабинека, судимого за написанную им книгу «Карательная медицина».
В 2013 году глава федерации «Глобальная инициатива в психиатрии» профессор политологии Каунасского и Тбилисского университетов Роберт ван Ворен в исследовании, написанном по заказу Подкомитета Европейского парламента по правам человека, рассматривая экспертизу Ю. Буданова, проведенную сотрудниками Института им. Сербского, отмечает, что Т. П. Печерникова «была участником политических злоупотреблений психиатрией ещё в советские времена». Также Роберт ван Ворен указывает, что «военный суд в конечном счете постановил, что Буданов был здоров и виновен».
В книге «Cold war in psychiatry: human factors, secret actors» (2010) ван Ворен упоминает, что по данным, публиковавшимся в «Медицинской газете», Печерникова была причастна к практике признания психически здоровых преступников невменяемыми, вследствие чего они избегали наказания, будучи помещены в психиатрические больницы. Так, в «Медицинской газете» публиковались сведения о том, что Т. Печерникова рекомендовала к выписке преступника, совершившего двойное убийство, как якобы «излеченного»; выяснилось, что этот человек не был психически болен, но заплатил большую сумму денег за признание его психически больным, тем самым избежав смертной казни. После своего освобождения он совершил ещё два убийства.

## Награды
- Медаль ордена «За заслуги перед Отечеством» II степени (1996).[21]

## Научные труды

### Диссертации
- Печерникова Т. П. Истерические явления в отдаленные периоды после закрытых травм головы в судебно-психиатрической практике. Дис… канд. мед. наук. — М., 1954. — 290 с.
- Печерникова Т. П. Сутяжно-паранойяльные состояния и их судебно-психиатрическая оценка. дис… д-ра мед. наук — М., 1969. — 574 с.

### Монографии
- Печерникова Т. П., Смирнова. Г. Г. Особенности заполнения и ведения медицинских карт в судебно-психиатрической стационарах и амбулаторных комиссиях // Методические указания МЗ СССР. — М., 1982.— 12 с.
- Печерникова Т. П., Гульдан В. В., Остришко В. В. Особенности экспертной оценки аффективных реакций в момент совершения правонарушения у психически здоровых и психопатических личностей: Методические рекомендации. — М., 1983. — 19 с.
- Печерникова Т. П., Доброгаева М. С. Клиника и судебно-психиатрическая оценка психических расстройств у женщин в послеродовом периоде: Методические рекомендации. — М., 1984. — 14 с.
- Печерникова Т. П., Гульдан В. В., Доброгаева. М. С. Организация и проведение стационарных судебно-психиатрических экспертиз. Методические рекомендации МЗ СССР, ВНИИОСП им. В. П. Сербского — М., 1986. — 20 с.
- Печерникова Т. П., Доброгаева М. С., Шостакович Б. В. Кратковременные расстройства психической деятельности и исключительные состояния (диагностика, экспертная оценка): Методические рекомендации. — М., 1990. — 20 с.
- Печерникова Т. П., Смирнова Т. А., Морозова Н. Б., Литвиненко И. В. Психогенные состояния у несовершеннолетних потерпевших (клиника и судебно-психиатрическое значение): Методические рекомендации. — М., 1993. — 18 с.
- Печерникова Т. П., Шаихова Б. З. Комплексная психолого-психиатрическая экспертиза малолетних потерпевших.: Методические рекомендации. — 1995. — 20 с.
- Печерникова Т. П. Судебная психиатрия / Под ред. проф. Б. В. Шостаковича. — М.: Зерцало, 1997. — гл. 4, 7, 9, 10, 11, 13, 18.
- Печерникова Т. П. Судебная психиатрия / Под ред. А. С. Дмитриева, Т. В. Клименко. — М.: Юристъ, 1998. — гл. 2.3, 5.6, 9.3, 10.2, 13.1,13.2, 14.
- Печерникова Т. П. и соавт. Стандарты Судебно-психиатрических экспертных исследований / Под ред. Дмитриевой Т. Б. — М.: ГНЦССП имени В. П. Сербского, 2001. — 32 с.
- Печерникова Т. П., Бутылина И. В. Посмертная Судебно-психиатрическая экспертиза лиц с онкологическими заболеваниями в гражданском процессе: Пособие для врачей. — М.: ГНЦССП имени В. П. Сербского, 2003. — 31 с.
- Печерникова Т. П., Осколкова С. Н., Ткаченко А. А., Морозова Н. Б. Руководство по судебной психиатрии / Под ред. Т. Б. Дмитриевой, Б. В. Шостаковича, А. А. Ткаченко. — М.: Медицина, 2004. — Гл.: 7, 10, 24, 25.
- Печерникова Т. П., Сафуанов Ф. С. и др. Судебно-психологические экспертные критерии диагностики аффекта у обвиняемых: Пособие для врачей и медицинских психологов. — М., 2004. — 40 с.

### Статьи
- Печерникова Т. П. О сутяжном развитии у больных с отдаленными последствиями закрытых травм черепа // Проблемы судебной психиатрии. — М., 1959. — Вып. 8. — С. 589—602.
- Печерникова Т. П. Истерические явления в отдаленном периоде после закрытых травм головы в судебно-психиатрической практике // Проблемы судебной психиатрии. — М., 1959. — Вып. 8. — С. 261—276.
- Печерникова Т. П. О сутяжничестве психопатов, не исключающем вменяемости // Тезисы докладов конф. молодых учёных — невропатол. и психиатр. в г. Горьком. — М., 1959. — Вып.1. — С. 138—139.
- Печерникова Т. П. Случай индуцированного помешательства в судебно-психиатрической практике // Практика судебно-психиатрической экспертизы. — М., 1960. — Вып. 2. — С. 73—77.
- Печерникова Т. П. Сутяжничество психопатов, не исключающее вменяемости // Проблемы шизофрении, неврозов, реактивных состояний и организация психиатрической помощи. — М., 1961. — С. 284—292.
- Печерникова Т. П. К вопросу о тяжёлых правонарушениях в послеродовом периоде // Практика судебно-психиатрической экспертизы. — М., 1961. — Вып. 4. — С. 43—50.
- Печерникова Т. П. О трудностях диагностики патологических просоночных состояний // Практика судебно-психиатрической экспертизы. — М., 1962. — Вып. 7. — С. 50—58.
- Печерникова Т. П. К вопросу о патологическом сутяжничестве психопатов // Журн. невропатол. и психиатр. им. С. С. Корсакова. — М.,1963. — № 2. — С. 244—251.
- Печерникова Т. П. Катамнестическое изучение психопатов с явлениями сутяжного развития // Проблемы общей и судебной психиатрии. — М., 1963. — С. 117—127.
- Печерникова Т. П. О сутяжных проявлениях у психопатов (по материалам судебно-психиатрической экспертизы) // Вопросы профилактики ООД психически больных и организации принудительного лечения. — М., 1964. — С. 20—21.
- Печерникова Т. П. О судебно-психиатрической оценке сутяжно-паранойяльного синдрома у психопатов // Труды 4-го Всесоюзного съезда невропатологов и психиатров. — М., 1965. — Т. 8. — С. 104—107.
- Печерникова Т. П. Некоторые клинико-лабораторные соотношения присутяжно-паранойяльных состояниях у психопатов // Судебно-медицинская экспертиза. — М., 1965. — No 2. — С. 33—37.
- Печерникова Т. П. Сутяжные проявления у больных в возрасте обратного развития // Проблемы судебной психиатрии. — М., 1965. —Вып. 16. — С. 319—336.
- Печерникова Т. П. Об особенностях эмоциональных нарушений присутяжно-паранойяльных состояниях у психопатов // XXII научная сессия Харьковского НИИ неврологии и психиатрии: Тезисы и рефераты докладов. — Харьков, 1965. — Т. 1. — С. 250—252.
- Печерникова Т. П. К вопросу о роли индукции в клинике шизофрении // Практика судебно-психиатрической экспертизы. — М., 1966. —Вып. 11. — С. 3-10.
- Печерникова Т. П. Социально-опасные действия больных с сутяжно-паранойяльным синдромом // Тезисы докладов конференции, по-священной. вопросам профилактики ООД психическибольных. — М., 1966. — С. 76—77.
- Печерникова Т. П. Некоторые особенности динамики сутяжно-паранойяльных состояний у психопатических личностей // Материалы объединённой конференции. невропатологов и психиатров Средней Азии.— Душанбе, 1966. — С. 360—361.
- Печерникова Т. П. Показания к прекращению принудительного лечения присутяжно-паранойяльных состояниях у психопатических личностей // Материалы научно-практ. конференции, посвященной вопросам проведения принудительного лечения в психиатрических больницах специального типа. — М., 1967. — С. 150—153.
- Печерникова Т. П., Гурьева В. А. Паранойяльные состояния при истерических развитиях личности // Практика судебно-психиатрической экспертизы. — М., 1968. — Вып. 12. — С. 77—87.
- Печерникова Т. П. К вопросу о сутяжно-паранойяльных состояниях при шизофрении // Практика судебно-психиатрической экспертизы. — М., 1968. — Вып. 12. — С. 14—20.
- Печерникова Т. П. Принудительное лечение больных с сутяжно-паранойяльными состояниями // Материалы научно-практ. конференции. по вопросам реадаптации психическибольных. — М.,1969. — С. 53—54.
- Печерникова Т. П., Фелинская Н. И., Гурьева В. А., Иммерман К. Л. О роли психогенного фактора в патогенезе психопатии // Материалы V Всесоюзн. съезда невропатол. и психиатр. 1969. — Т. 3. — С. 200—205.
- Печерникова Т. П. Судебно-психиатрическая оценка сутяжно-паранойяльных реакций у психопатов // Актуальные вопросы социальной и клинической психиатрии. — Душанбе, 1969. — Т. 2. — С. 30—34.
- Печерникова Т. П. Сутяжно-паранойяльные состояния и их судебно-психиатрическая оценка // Вопросы судебной психиатрии. — М., 1969. — С. 42—44.
- Печерникова Т. П., Фелинская Н. И. О роли психогенного фактора в формировании патологического развития у психопатических личностей в позднем возрасте // Проблемы психоневрологии. — М., 1969. — С. 302—306.
- Печерникова Т. П. О профилактике социально опасных действий, совершаемых больными с паранойяльными состояниями // Материалы конференции посвященной вопросам принудительного лечения и реабилитации психическибольных. — М., 1970. — С. 62—64.
- Печерникова Т. П. Особенности бредообразования присутяжно-паранойяльных состояниях у психопатических личностей // Проблемы судебной психиатрии (пограничные состояния). — М., 1971. — Вып. 20. — С. 23—33.
- Печерникова Т. П., Иммерман К. Л. Типы патологических развитий личности // Материалы конференции ЦНИИ судебной психиатрии им. В. П. Сербского. М., 1971. — С. 127—132.
- Печерникова Т. П. Судебно-психиатрическая оценка сутяжно-паранойяльных состояний в гражданском процессе // Профилактика ООД, совершаемых психическибольными: Материалы конференции 14—15.09.1972 г. — М., 1972. — С. 65—67.
- Печерникова Т. П., Доброгаева М. С. Профилактика общественноопасных действий, совершаемых в послеродовом периоде // Профилактика общественноопасных действий, совершаемых психическибольными: Материалы. конференции 14—15.09.1972. — М., 1972. — С. 62—64.
- Печерникова Т. П., Доброгаева М. С. Клиника и патогенез некоторых форм послеродовых психозов // Алкоголизм и некоторые другие интоксикационные заболевания нервной системы и психической сферы. Материалы пленума Всесоюзного общества невропат. и психиатр. 3—5.10.1972 г. — Ташкент, 1972. — С. 197—199.
- Печерникова Т. П. О значении для судебно-психиатрической экспертизы материалов дела, характеризующих личность подэкспертного // Вопросы организации и проведения судебно-психиатрических экспертиз в уголовном процессе. Тезисы докладов. — М., 1972. — С. 21—22.
- Печерникова Т. П. Судебно-психиатрическая оценка материалов уголовных дел, характеризующих личность подэкспертного // Вопросы организации и проведения Судебно-психиатрических экспертиз в уголовном процессе. — М., 1973. — С. 40-44.
- Печерникова Т. П. Принудительное лечение и реадаптация психопатических личностей с паранойяльными состояниями // Реабилитация больных нервными и психическими заболеваниями. — Л., 1973. — С. 227—229.
- Печерникова Т. П., Фелинская Н. И. Компетенции комплексных судебно-психиатрических и судебно-психологических экспертиз // Социалистическая законность. — М., 1973. — No 12. — С. 44—45.
- Печерникова Т. П., Фелинская Н. И. Некоторые актуальные вопросы комплексных психолого-психиатрических экспертиз несовершеннолетних с участием психологов // Практика судебно-психиатрической экспертизы. — М., 1973. — Вып. 21. — С. 51—55.
- Печерникова Т. П., Косачев А. Л. Некоторые особенности становления и динамики паранойяльных синдромов при психопатиях // Судебно-медицинская экспертиза. — 1973. — № 4. — С. 43—47.
- Печерникова Т. П. Клинические особенности патологического сутяжничества при шизофрении // Вопросы клиники, терапии и соц. реабилитации психическибольных. — М., 1973. — 50—53.
- Печерникова Т. П. Профилактика общественноопасных действий, совершаемых в послеродовом периоде // Симпозиум, международный по социальной психиатрии. Реабилитация психическибольных. — Болгария, София, 1973. — С. 201—202.
- Печерникова Т. П. Клиника и судебно-психиатрическое значение одной из форм острой паранойяльной реакции у психопатических личностей // Материалы 3-го Всеросс. съезда невропатол. и психиатр. — М., 1974. — Т. 2. — С. 117—118.
- Печерникова Т. П., Доброгаева М. С. О трудностях распознавания шизофрении, осложненной хроническим алкоголизмом // Клиника, патогенез и лечение алкогольных заболеваний. — Душанбе, 1974. — С. 73—76.
- Печерникова Т. П., Станишевская Н. Н. Некоторые вопросы комплексных психолого-психиатрических экспертиз // Вопросы судебной психологической экспертизы. Тезисы докладов и научных сообщений на третьем теоретическом семинаре — криминалистических чтениях 5 марта 1974. — М., 1974. — С. 23—28.
- Печерникова Т. П., Доброгаева М. С., Боброва И. Н. Анализ повторных судебно-психиатрических экспертиз, проводимых в Институте им. В. П. Сербского за 1970—1972 гг // Практика судебно-психиатрической экспертизы. — М., 1974. — Вып. 22. — С. 18—26.
- Печерникова Т. П., Шостакович Б. В., Остришко В. В. Острые аффективные реакции и их судебно-психиатрическое значение //Вопросы судебно-психиатрической экспертизы. — М., 1974. — С. 88—92.
- Печерникова Т. П., Доброгаева М. С., Мартыненко В. П. Значение мотивации общественноопасных действии психическибольных для их социальной реадаптации // Тезисы докладов 6-го Всесоюзного. съезда невропатол. и психиатр. — М., 1975. — Т. 1. — С. 416—419.
- Печерникова Т. П., Станишевская Н. Н. Вопросы организации комплексных судебно-психологических экспертиз // Вопросы организации Судебно-психиатрических экспертиз. — М., 1975. — С. 94—105.
- Печерникова Т. П. Повторная судебно-психиатрическая экспертиза и её значение в решении диагностических и экспертных трудностей // Вопросы организации судебно-психиатрической экспертизы. — М., 1975. — С. 21—28.
- Печерникова Т. П., Шестакова Г. И. Опрофилактикеповторныхсоциальноопасныхдействийубольных, перенесших острые алкогольные психозы // Практика судебно-психиатрической экспертизы. — М., 1975. — Вып. 24. — С. 14—21.
- Печерникова Т. П. О мерах медицинского характера в отношении больных, находящихся в постпсихотическом состоянии // Проблемы судебной и социальной психиатрии. — М., 1975. — С. 17—24.
- Печерникова Т. П., Кондратьев Ф. В., Пивоварова В. Л., Доброгаева М. С., Мартыненко В. П. Об экспертных оценках по данным катамнестического исследования лиц, признанных невменяемыми // Теоретические и организационные вопросы судебной психиатрии. — М., 1976. — С. 12—19.
- Печерникова Т. П., Шапошников А. М., Доброгаева М. С. Генетико-биохимические подходы к изучению хронического алкоголизма // Актуальныевопросысоциальнойиклиническойнаркологии. — Душанбе, 1976.
- Печерникова Т. П., Иммерман К. Л., Огнева Г. Л. Особенности реактивной депрессии у женщин в инволюционном возрасте // Судебно-психиатрическая экспертиза. — М., 1976. — Вып. 27. — С. 12—19.
- Печерникова Т. П. Вопросы диагностики в судебно-психиатрической практике Института им. В. П. Сербского // Судебно-психиатрическая экспертиза. — М., 1976. — Вып. 26. — С. 3—9.
- Печерникова Т. П. Сосудистыезаболеванияголовногомозга // Руководство по судебной психиатрии. — М., 1977. — С. 212—225.
- Печерникова Т. П., Доброгаева М. С., Мартыненко В. П. Приступообразно-прогредиентная шизофрения у женщин и её судебно-психиатрическая оценка // Вопросы психоневрологии. — Баку, 1977. — Вып. 7. — С. 228—231.
- Печерникова Т. П. Правовые положения судебно-психиатрической экспертизы в Советском Союзе // Материалы 2-й научной конференции по судебной психиатрии. — Болгария, Ловеч, 1977. — С. 21—25.
- Печерникова Т. П., Морозов Г. В., Боброва И. Н., Шостакович Б. В. Некоторые актуальные аспекты проблемы вменяемости // Теоретические и организационные вопросы судебной психиатрии. — М., 1977. — С. 3—8.
- Печерникова Т. П., Иммерман К. Л. Клиника шизофрении, видоизменённая психогениями // Актуальные вопросы психиатрии. Сб. научных трудов 2-го советско-финляндского симпозиума. — М., 1978. — С. 112—116.
- Печерникова Т. П. Принудительное лечение и другие меры медицинского характера, применяемые к психическибольным, совершившим общественноопасные действия // Судебная психиатрия. — М., 1978. — С. 65—80.
- Печерникова Т. П., Данилов С. Ю., Мартыненко В. П. Катамнестические обследования лиц с кратковременными психотическими состояниями в момент совершения правонарушения // Актуальные вопросы социальной и судебной психиатрии. — М., 1978. — С. 60—67.
- Печерникова Т. П., Пелипас В. Е., Филипских В. Е. Катамнестическое обследование лиц с симулятивным поведением, признанных вменяемыми // Теоретические и организационные вопросы судебной психиатрии. — М., 1978. — С. 35—45.
- Печерникова Т. П., Морозов Г. В., Боброва И. Н. Анализ состояния и тенденции развития советской судебной психиатрии // Теоретические и организационные вопросы судебной психиатрии. — М., 1978. — С. 3—10.
- Печерникова Т. П. К вопросу о ранней диагностике шизофрении в судебно-психиатрической практике // Шизофрения и алкоголизм. — Ташкент, 1978. — С. 298—300.
- Печерникова Т. П., Шостакович Б. В., Гульдан В. В. К вопросу о мотивации противоправных поступков у психопатических личностей //Судебно-психиатрическая экспертиза. — М., 1978. — Вып. 31. — С. 9—17.
- Печерникова Т. П. Показания к назначению и снятию принудительного лечения больных, совершивших ООД // Проблемы принудительного лечения психическибольных. — М., 1978. — С. 14—21.
- Печерникова Т. П., Шестакова Г. И. Принудительное лечение больных с затяжными алкогольными психозами // Судебно-психиатрическая экспертиза. — М., 1979. — № 32. — С. 54—59.
- Печерникова Т. П. Паранойяльная психопатия и её судебно-психиатрическое значение // Актуальные вопросы социальной психиатрии.— Валдай, 1979. — С. 23—31.
- Печерникова Т. П. Паранойяльные состояния в динамике психопатий // Журн. невропатол. ипсихиатр. им. С. С. Корсакова. — М., 1979.— No 11. — С. 1579—1582.
- Печерникова Т. П., Кудрявцев И. А., Криворучко С. И. Некоторые вопросы компетенции судебной комплексной психолого-психиатрической экспертизы // Социалистическая законность. — 1980. — № 1. — С. 38—39.
- Печерникова Т. П., Гусинская Л. В. Клинические особенности периода формирования истерической психопатии // 4-й Всерос. съезд невропатол. и психиатр. : Тезисы докладов 9-11.09.1980 г. — М., 1980. — Т. 1. — С. 493—495.
- Печерникова Т. П., Гусинская Л. В. О патологическом развитии личности при истерической психопатии // Материалы 1-го съезда невропатол., психиатр. и нейрохирургов Армении. — Ереван, 1980. — С. 40—43.
- Печерникова Т. П., Боброва И. Н., Шибанов Н. И. Анализ диагностических расхождений по данным повторных экспертиз // Теоретические и организационные вопросы судебной психиатрии. — М., 1980. — С. 148—156.
- Печерникова Т. П., Васильева Л. П., Гусинская Л. В., Гульдан В. В., Лукомская М. И., Курындина Л. И. Мотивация ООД при психопатиях //Актуальные вопросы социальной и судебной психиатрии. — М., 1980. — С. 60—68.
- Печерникова Т. П., Кудрявцев И. А. К уточнению критериев судебно-психиатрической оценки реактивных депрессий // Судебно-психиатр. экспертиза. Вопросы дееспособности психически больных. — М., 1980. — № 34а. — С. 46—52.
- Печерникова Т. П., Пелипас В. Е. Метасимуляция психогенных заболеваний в судебно-психиатрической практике // Теоретические и организационные вопросы судебной психиатрии. — М., 1980. — С. 99—107.
- Печерникова Т. П. Проблемы невменяемости в советской судебной психиатрии // Проблемы общей и судебной психиатрии. — М., 1981. — С. 229—233.
- Печерникова Т. П. Актуальные вопросы вменяемости при шизофрении // Материалы VII Всесоюзного съезда невропатологов и психиатров. — М., 1981. — Т. 3. — С. 356—358.
- Печерникова Т. П., Азбукина В. Д., Владимирская М. Т., Кудрявцев И. А., Цапенко И. В. О диагностической информативности некоторых симптомокомплексов // Судебно-психиатрическая экспертиза лиц пожилого и старческого возраста. — М., 1981. — С. 85—92.
- Печерникова Т. П., Васильева Л. П., Гусинская Л. В., Гульдан В. В., Лукомская М. И., Шостакович Б. В. Клинический и психологический анализ «психопатической» мотивации общественноопасных действий при психопатиях // Клинико-социальные аспекты профилактики ООД психическибольных. — М., 1981. — С. 84—92.
- Печерникова Т. П., Остришко В. В. Аффективные реакции в момент совершения правонарушения и их судебно-психиатрическая оценка // Принудительное лечение психическибольных. — М., 1981. — С. 70—79.
- Печерникова Т. П., Николаев А., Мдиваш В. М., Смирнова, Г. Г., Гульдан В. В., Яблоков И. И. Сравнительная криминологическая характеристика лиц с психическими аномалиями и психически здоровых //Справка о результатах криминологического и криминалистического исследования по делам об умышленных убийствах. — М., 1981. — С. 15-19.
- Печерникова Т. П. Паранойяльный синдром // Большая медицинская энциклопедия. — М., 1982. — Т. 18. — С. 321—322.
- Печерникова Т. П., Смирнова Г. Г. Особенности экспертной оценки шизофрении в условиях судебно-психиатрической практики // Новые методы диагностики, лечения и профилактики основных форм нервных и психических заболеваний. — Харьков, 1982. — С. 218—219.
- Печерникова Т. П. Деонтологические проблемы судебной психиатрии // Психогенные заболевания и проблемы деонтологии в судебно-психиатрической практике. — М., 1982. — С. 21—28.
- Печерникова Т. П., Косачев А. Л. Сверхценные идеи при психопатиях и их Судебно-психиатрическое значение // Психопатии и психопатоподобные состояния в судебно-психиатрической практике. — М., 1982. — С. 31—37.
- Печерникова Т. П., Кудрявцев И. А. Психогенные депрессии при психопатиях и психопатоподобных состояниях // Материалы IV советско-финляндского симпозиума по проблеме депрессий. — М., 1983. — С. 115—120.
- Печерникова Т. П., Боброва И. Н., Герасимова С. М. Анализ диагностических и экспертных расхождений по данным повторных экспертиз // Шизофрения (судебно-психиатрический аспект). — М., 1983. — С. 29—38.
- Печерникова Т. П., Афанасьева Н. П., Салаев А. С. Повторные ООД больных шизофренией с вялопрогредиентным течением (по материалам принудительного лечения) // Актуальные вопросы принудительного лечения психическибольных, совершивших ООД. — М., 1983. — С. 31—33.
- Печерникова Т. П., Морозов Г. В., Шостакович Б. В. Методологические аспекты вменяемости — невменяемости // Проблемы вменяемости в судебной психиатрии. 1983. — С. 3—10.
- Печерникова Т. П., Шостакович Б. В. Дискуссионные вопросы вменяемости при шизофрении // Шизофрения (Судебно-психиатрический аспект). — М., 1983. — С. 20—28.
- Печерникова Т. П., Шостакович Б. В., Лукомская М. И. Судебно-психиатрическая оценка психогений и психопатий // Психогении и психопатии. — М., 1983. — С. 69—77.
- Печерникова Т. П. К вопросу о диагностике шизофрении в судебно-психиатрической практике // Актуальные вопросы психиатрии. — Томск, 1983. — С. 140—141.
- Печерникова Т. П., исоавт. О повторных поступлениях в психиатрические больницы на принудительное лечение // Организационные вопросы судебно-психиатрической экспертизы и принудительного лечения. — М., 1984. — С. 26—32.
- Печерникова Т. П. Психические аномалии в судебно-психиатрической практике // Психические расстройства, не исключающие вменяемости. — М., 1984. — С. 11—20.
- Печерникова Т. П., Доброгаева М. С. Алкогольная интоксикация и её значение в возникновении исключительных состояний // Актуальные вопросы наркологии. Материалы Всесоюзного симпозиума. — Душанбе, 1984. — С. 108—111.
- Печерникова Т. П., Гульдан В. В., Смирнова Г. Г. О разграничении паранойяльных состояний различного генеза // Материалы 5-го советско-финляндского симпозиума по вопросам психиатрии. — М., 1985.— С. 89-93.
- Печерникова Т. П., Гульдан В. В. Актуальные вопросы судебной комплексной психолого-психиатрической экспертизы // Психологический журнал. — М., 1985. — Т. 6. — № 1. — С. 95—104.
- Печерникова Т. П., Печерникова Т. П., Васюков С. А., Ростовцева Т. И., Яхимович Л. А. Клинические особенности паранойяльных расстройств при шизофрении и их судебно-психиатрическая оценка при проведении экспертиз по гражданским делам // Патоморфоз психических заболеваний в судебно-психиатрической клинике. — М., 1985. — С. 140—147.
- Печерникова Т. П., Боброва И. Н., Метелица Ю. Л., Герасимова С. М. Патогенез психических заболеваний и особенности экспертных заключений // Патоморфоз психических заболеваний в судебно-психиатрической практике. — М., 1985. — С. 29—36.
- Печерникова Т. П., Гульдан В. В., Остришко В. В. Комплексная психолого-психиатрическая экспертиза аффективных реакций у психически здоровых и психопатических личностей // Судебно-медицинская экспертиза. — 1985. — № 1. — С. 35—39.
- Печерникова Т. П., Доброгаева М. С. Патологические аффективные реакции, протекающие по механизмам «короткого замыкания» // Материалы 2-го съезда невропатологов, психиатров и нейрохирургов Латвийской ССР. — Рига, 1985. — Т. 1. — С. 417—421.
- Печерникова Т. П., Герасимова С. М., Афанасьева Н. П. Особенности принудительного лечения больных шизофренией без признаков обострения заболевания // Принудительное лечение в системе профилактики ООД психическибольных. — Благовещенск, 1985.— С. 61—65.
- Печерникова Т. П., Доброгаева М. С. Острые кратковременные психотические расстройства в течении шизофрении, диагностируемые как исключительные состояния // Теоретические и клинические проблемы современной психиатрии и наркологии. (материалы международного симпозиума). — М., 1986. — С. 200—207.
- Печерникова Т. П., Доброгаева М. С. Исключительные состояния в судебно-психиатрической практике // Судебно-медицинская экспертиза. — М., 1986. — № 3. — С. 43—46.
- Печерникова Т. П. Принудительные меры медицинского характера, применяемые к психическибольным, совершившим ООД // Судеб-ная психиатрия. — М., 1986. — С. 61—76.
- Печерникова Т. П. Вопросы вменяемости при судебно-психиатрической экспертизе // Судебная психиатрия. — М., 1986. — С. 37—44.
- Печерникова Т. П., Доброгаева М. С. Исключительные состояния и их Судебно-психиатрическое значение // Неврология, психиатрия и нейрохирургия. — Болгария, София, 1986. — No 3. — С. 11—15.
- Печерникова Т. П., Доброгаева М. С. Современное состояние проблемы кратковременных расстройств психической деятельности в судебно-психиатрической практике // Материалы III съезда невропатол. и психиатр. Белоруссии. — Минск, 1986. — С. 408—409.
- Печерникова Т. П., Доброгаева М. С. Современное состояние вопроса, о патологическом опьянении // Актуальные вопросы наркологии.— Кишинев, 1986. — С. 131—133.
- Печерникова Т. П., Герасимова С. М. Диагностика кратковременных расстройств психической деятельности и вопросы вменяемости в экспертной практике // Кратковременные расстройства психической деятельности в судебно-психиатрической практике. — М., 1986. — С. 13—19.
- Печерникова Т. П., Доброгаева М. С., Шапошников А. М. Нарушение обмена ароматических аминокислот при алкоголизме // Материалы конференции. — Львов, 1986. — С. 121—125.
- Печерникова Т. П., Гульдан В. В. Мотивация противоправных действий у психопатических личностей // 1 съезд психиатров соц. стран. — М., 1987. — С. 381—383.
- Печерникова Т. П., Доброгаева М. С. Современное понимание так называемых «исключительных состояний» в судебно-психиатрической клинике // Журн. Невропатол. и психиатр. им. С. С. Корсакова. — М., 1987.— No 12. — С. 1827—1832.
- Печерникова Т. П. Принудительное лечение больных эпилепсией // Принудительное лечение в системе профилактики ООД психических больных. — М., 1987. — С. 136—149.
- Печерникова Т. П. Органические поражения головного мозга как «психические аномалии» в судебно-психиатрической практике // II съезд невропатологов и психиатров Армении. — Ереван, 1987. — С. 153—154.
- Печерникова Т. П. Принудительное лечение больных, совершающих общественноопасные действия в состоянии алкогольного психоза // Принудительноелечениевсистемепрофилактики ООД психически больных. — М., 1987. — С. 124—136.
- Печерникова Т. П., Парунцева И. А., Смирнова Г. Г., Герасимова С. М. Динамика диагностических и экспертных решений в судебно-психиатрической практике за последние 20 лет // Вопросы диагностики в судебно-психиатрической практике. — М., 1987. — С. 11—20.
- Печерникова Т. П., Доброгаева М. С. Судебно-психиатрическая оценка кратковременных расстройств психической деятельности, возникающих на фоне алкогольного опьянения // Материалы II съезда невропатол. и психиатр. Узбекистана. — Ташкент, 1987. — С. 215—218.
- Печерникова Т. П., Косачев А. Л. Принудительное лечение больных психопатиями и паранойяльными состояниями // Принудительное лечение в системе профилактики ООД психическибольных. — М., 1987. — С. 74—92.
- Печерникова Т. П., Доброгаева М. С., Гульдан В. В. Организация и проведение стационарных судебно-психиатрических экспертиз // Судебно-медицинская экспертиза. — 1987. — № 3. — С. 40—44.
- Печерникова Т. П. Принудительное лечение больных с реактивными состояниями правовые положения применения ч. 2 ст. 11 Основ уголовного законодательства СССР // Меры медицинского характера в системе профилактики ООД психически больных. — М., 1987. —С. 115—123.
- Печерникова Т. П., Гульдан В. В.Вопросы мотивации противоправного поведения психопатических личностей // Материалы съезда психиатров соц. стран. — М., 1987. — С. 381—385.
- Печерникова Т. П., Доброгаева М. С. Острые и психогенные сумеречные состояния в судебно-психиатрической клинике // Материалы I съезда нейрохирургов, психиатров, психиатров-наркологов Казахск. ССР 10-12.12.87 г. — Алма-Ата, 1987. — С. 97—99.
- Печерникова Т. П. Судебные комплексные экспертизы // Судебная психиатрия. Руководство для врачей. — М., 1988. — С. 85—95.
- Печерникова Т. П. Сосудистые заболевания головного мозга // Судебная психиатрия. Руководство для врачей. — М., 1988. — С. 167—179.
- Печерникова Т. П. Психиатрическое освидетельствование осужденных // Судебная психиатрия. Руководство для врачей. 1988.— С. 52—56.
- Печерникова Т. П., Наталевич Э. С. Диагноз в судебно-психиатрической экспертной практике // Судебно-медицинская экспертиза. — 1988. — № 2. — С. 44—48.
- Печерникова Т. П., Гульдан В. В., Литвиненко И. В. Судебная комплексная психолого-психиатрическая экспертиза психопатических личностей // VIII Всесоюзный съезд невропатол., психиатр. и наркологов.— М., 1988. — Т. 3. — С. 362—364.
- Печерникова Т. П., Гульдан В. В., Салаев А. С. Механизмы ООД больных приступообразной шизофренией // Профилактика ООД психическибольных. — Калуга, 1988. — С. 98—100.
- Печерникова Т. П., Доброгаева М. С. Некоторые дискуссионные вопросы, касающиеся законодательства и применения мер медицинского характера в отношении лиц, совершивших ООД в состоянии кратковременного расстройства психической деятельности, спровоцированных алкоголем // Советское государство и право. — М., 1989. — № 5.
- Печерникова Т. П., Наталевич Э. С., Герасимова С. М., Парунцева И. А., Посохова В. И. Динамика клинико-диагностических заключений судебно-психиатрической экспертизы (по материалам за 1966—1985 гг.) // Вопросы теории и организации судебно-психиатрической экспертизы. — М., 1989. — С. 95—67.
- Печерникова Т. П., Бацан С. В. Некоторые аспекты реабилитации психическибольных с паранойяльными расстройствами // Вопросы реабилитации психическибольных, совершивших ООД. — М., 1989. — С. 35—42.
- Печерникова Т. П., Шостакович Б. В., Доброгаева М. С., Гонопольский А. М. Значение органической почвы в формировании исключительных состояний // Проблемы наркологии. — Душанбе, 1989. — С. 118—120.
- Печерникова Т. П. Психические нарушения при сосудистых заболеваниях головного мозга и опухолях головного мозга // Судебная психиатрия. — М., 1990. — С. 98—105.
- Печерникова Т. П. Вменяемость-невменяемость, их медицинский и юридический критерии. Недееспособность // Судебная психиатрия. — М., 1990. — С. 45—56.
- Печерникова Т. П., Смирнова Т. А., Васюков С. А. Судебно-психиатрическая оценка психических нарушений у больных сахарным диабетом // Судебно-медицинская экспертиза. — 1990. — № 4. — С. 41—44.
- Печерникова Т. П., Смирнова Т. А. Васюков С. А. Психические нарушения при сахарном диабете и их судебно-психиатрическое значение // Актуальные проблемы соматопсихиатрии и психосоматики. — М., 1990. — С. 197—199.
- Печерникова Т. П., Смирнова Т. А. Психические нарушения при сахарном диабете и их оценка в практике судебно-психиатрических экспертиз // Актуальные вопросы психиатрии и наркологии. — Запорожье, 1990. — С. 120—122.
- Печерникова Т. П., Морозова Н. Б., Смирнова Т. А. Судебно-психиатрическая экспертиза свидетелей и потерпевших в свете современной правовой политики // Правовые вопросы судебной психиатрии. — М., 1990. — С. 93—102.
- Печерникова Т. П., Морозова Н. Б., Смирнова Т. А. Судебно-психиатрическое значение травматических поражений головного мозга у несовершеннолетних // Сочетанные психические расстройства различного генеза в судебно-психиатрической практике. — М., 1990. — С. 80—86.
- Печерникова Т. П., Кадина Т. И., Бутылина Н. В. Суицидоопасные стрессовые состояния (по материалам посмертных экспертиз) // Социальная и судебная психиатрия (история и современность). — М., 1990. — С. 330—334.
- Печерникова Т. П., Морозова Н. Б. Клиника и судебно-психиатрическая оценка психогенных состояний у несовершеннолетних потерпевших // Судебно-медицинская экспертиза. — М., 1991. — № 1. — С. 42—44.
- Печерникова Т. П., Шутилов Б. И. Диагностика психических расстройств при посмертных судебно-психиатрических экспертизах // Вопросы диагностики в судебно-психиатрической практике. — М., 1991. — С. 19—26.
- Печерникова Т. П., Смирнова Т. А., Кадина Т. И., Морозова Н. Б. Актуальные теоретические и организационные проблемы амбулаторной судебно-психиатрической экспертизы и перспективы её развития // Актуальные проблемы общей и судебной психиатрии. — М., 1993. — С. 130—142.
- Печерникова Т. П., Смирнова Т. А., Морозова Н. Б., Литвиненко И. В. Психогенные состояния несовершеннолетних потерпевших (клиника и судебно-психиатрическое значение): Методические рекомендации. — М., 1993. — 19 с.
- Печерникова Т. П., Кадина Т. И., Смирнова Т. А., Морозова Н. Б. Судебно-психиатрическая экспертиза потерпевших, получивших ЧМТ в криминальной ситуации // Судебно-медицинская экспертиза. — 1993. — № 3. — С. 31—36.
- Печерникова Т. П., Тихоненко В. А., Харитонова Н. К. Диспансерное наблюдение // Новые виды судебно-психиатрической экспертизы в гражданском процессе. — М., 1993. — С. 58—67.
- Печерникова Т. П., Смирнова Т. А., Морозова Н. Б. Клиника острого периода черепно-мозговой травмы у потерпевших, получивших травму головы в криминогенной ситуации // Социальная и клиническая психиатрия. — 1993.No — С. 13—19.
- Печерникова Т. П., Березанцев А. Ю. Вопросы организации и проведения принудительного лечения больным олигофренией // Проблемы судебно-психиатрической профилактики — М., 1994. — С. 64—72.
- Печерникова Т. П., Лазько Н. В. Судебно-психиатрическое значение нарушений памяти у потерпевших, получивших черепно-мозговую травму в криминальной ситуации // Судебная и социальная психиатрия 90-х гг. (материалы международной конференции). — Киев-Харьков-Днепропетровск, — 1994. — Т. 1. — С. 148—149.
- Печерникова Т. П. Судебно-психиатрическая оценка психического состояния потерпевших — жертв насилия // Серийные убийства и социальная агрессия. — Ростов-на-Дону., 1994. — С. 82—83.
- Печерникова Т. П., Морозова Н. Б., Смирнова Т. А. Судебно-психиатрическая экспертиза потерпевших, получивших черепно-мозговую травму в криминальной ситуации // Методическое письмо. — 1995. — С. 17.
- Печерникова Т. П., Кадина Т. И., Смирнова Т. А., Гусинская Л. В. Процессуальная дееспособность потерпевших (судебно-психиатрический аспект) // Материалы XII съезда психиатров России. — М., 1995. — С. 484—485.
- Печерникова Т. П. Некоторые вопросы организации и проведения принудительного лечения больным олигофренией // Проблемы судебно-психиатрической профилактики. — Орел, 1996. — С. 105—106.
- Печерникова Т. П., Кадина Т. И., Смирнова Т. А., Морозова Н. Б. Жертвы сексуального насилия // Материалы X Европейского конгресса психиатров. — Испания, Мадрид, 1996. — С. 382.
- Печерникова Т. П. Александр Максимович Дубинин // Очеркии стории ГНЦССП им. В. П. Сербского. — М., 1996. — С. 193—195.
- Печерникова Т. П., Гусинская Л. В. Амбулаторная Судебно-психиатрическая экспертиза // Назначение и проведение судебно-психиатрической экспертизы. — М., 1997. — С. 17—26.
- Печерникова Т. П., Лазько Н. В. Процессуальная дееспособность потерпевших, получивших ЧМТ в криминальной ситуации // Российский психиатрический журнал — 1997. — № 2. — С. 38—41.
- Печерникова Т. П., Гусинская Л. В. Аффективные расстройства настроения // МКБ-10 судебной психиатрии. — М., 1997. — С. 60—75.
- Печерникова Т. П., Завидовская Г. И., Кадина Т. И., Морозова Н. Б., Смирнова Т. А., Сулимовская Е. И. Амбулаторная судебно-психиатрическая экспертиза // Пособие для врачей. — М., 1998. — 68 с.
- Печерникова Т. П. Психические нарушения как телесные повреждения в свете нового уголовного законодательства // Материалы международной конференции. — Москва. 16-18 февраля 1998 г. — М., 1998. — С. 164—165.
- Печерникова Т. П. Судебно-психиатрическая экспертиза лиц, совершивших правонарушения в состоянии аффекта (в редакции нового уголовного кодекса РФ) // Современное уголовное законодательство и судебная психиатрия. Пособие для врачей. — М., 1998. — С. 71—81.
- Печерникова Т. П., Бутылина Н. В. Аффективные нарушения психотического и не психотического уровня у онкологических больных (по материалам посмертных Судебно-психиатрических экспертиз) // Аффективные и шизоаффективные психозы (материалы научно — практич. конф. с международным участием. — М., 1998. — С. 436—438.
- Печерникова Т. П., Андреев А. А. К вопросу об организационных формах работы амбулаторных судебно-психиатрических комиссий //Актуальные проблемы психиатрии, наркологии и неврологии. — Москва-Хабаровск. — М., 1998. — С. 250—254.
- Печерникова Т. П., Гусинская Л. В. Расстройства настроения // МКБ-10 в судебно-психиатрической практике. Пособие для врачей. — М., 1998. — С. 97—112.
- Печерникова Т. П., Морозова Н. Б., Смирнова Т. А. Виктимологические аспекты агрессивного поведения // Глоссарий терминов, относящихся к агрессивному поведению при психических расстройствах. — М., 1999. — С. 33—40.
- Печерникова Т. П., Дианов Д. А. Динамика диагностических и экспертных решений в ГНЦ им. В. П. Сербского 1923—1998 гг // Российский психиатрический журнал. 1999. — № 4. — С. 69—72.
- Печерникова Т. П., Морозова Н. Б. Виктимное поведение несовершеннолетних — жертв сексуального насилия // Психиатрия на рубеже тысячелетий. — Ростов-на-Дону, 1999. — С. 457—459.
- Печерникова Т. П., Бутылина Н. В., Мамонова И. П., Завидовская Г. И., Морозова Н. Б., Смирнова Т. А., Гусинская Л. В. Потерпевшие — жертвы агрессии (психопатологический и психологический аспекты) // Психиатрия на рубеже тысячелетий. — Ростов-на-Дону, 1999. — С. 459—462.
- Печерникова Т. П., Бутылина Н. В. Посмертная судебно-психиатрическая экспертиза лиц с онкологическими заболеваниями в гражданском процессе: Пособие для врачей. — М., 2000. — 32 с.
- Печерникова Т. П., Бутылина Н. В., Завидовская Г. И., Корнилов А. П. Комплексная судебная психолого-психиатрическая экспертиза; не решённые вопросы экспертной оценки группового суицида среди подростков // Практика судебно-психиатрической экспертизы. — М., 2000. — Вып. 38. — С. 5—21.
- Печерникова Т. П. Посмертная Судебно-психиатрическая экспертиза // Материалы XIII съезда психиатров России 10-13.10.2000 г. — М., 2000. — С. 214.
- Печерникова Т. П. Жертвы агрессивных преступлений // Агрессивное поведение лиц с психическими расстройствами (диагностика, профилактика, судебно-психиатрическая оценка). — М., 2000. — С. 35—38.
- Печерникова Т. П., Остришко В. В., Гульдан В. В. Особенности экспертной оценки аффективных реакций в момент совершения правонарушений у психически здоровых и психопатических личностей // Юридическая психология. / Под ред. Ромашова В. В., Романовой Б. В. — М.: Юрист, 2000. — С. 420—434.
- Печерникова Т. П., Гусинская Л. В. Модели заключений амбулаторных судебно—психиатрических экспертиз в отношении свидетелей и потерпевших // Обоснования Судебно-психиатрических заключений в свете современного законодательства. — М., 2000. — С. 62—67.
- Печерникова Т. П. Судебная психиатрия // Программа спецкурсов юридических дисциплин МГУ. — М., 2001. — Ч.III. — С. 231—237.
- Печерникова Т. П. Функциональный диагноз при судебно-психиатрической экспертизе потерпевших // Функциональный диагноз в судебной психиатрии. — М., 2001. — С. 148—163.
- Печерникова Т. П., Лазько Н. В., Бутылина Н. В., Усюкина М. В. Судебно-психиатрическая оценка пароксизмальных состояний убийц, совершивших дорожно-транспортные происшествия // Практика судебно-психиатрической экспертизы. — М., 2001. — Вып. 39. — С. 75—87.
- Печерникова Т. П., Бутылина Н. В. Психические расстройства у жертв сексуального насилия и их судебно-психиатрическая оценка как тяжести телесных повреждений // Серийные убийства и социальная агрессия. — Ростов-на-Дону, 2001. — С. 402—404
- Печерникова Т. П. Паранойяльные состояния в кризисные периоды развития общества и их Судебно-психиатрическое значение // Психиатрия и общество. — М., 2001. — С. 284—291.
- Печерникова Т. П., Гусинская Л. В., Мамонова И. П. Стандарты судебно-психиатрического обследования при проведении амбулаторных Судебно-психиатрических экспертиз // Обоснование судебно-психиатрических заключений в свете современного уголовного законодательства. — М., 2002. — С. 62—67.
- Печерникова Т. П., Морозова Н. Б., Смирнова Т. А., Бутылина Н. В. Жертвы агрессивных преступлений // Агрессия и психическое здоровье. — М.: Юридический центр, 2002. — С. 284—324.
- Печерникова Т. П., Качнова Н. А. Лазько Н. В. Патологический аффект в практике судебно-психиатрической экспертизы // Практика судебно-психиатрической экспертизы. — М., 2002. — Вып. 40. — С. 170—179.
- Печерникова Т. П. Вопросы диагностики в практической деятельности амбулаторных судебно-психиатрических экспертиз // Очерки современной психиатрии. — Кишинев, 2002. — С. 72—79.
- Печерникова Т. П., Виргуш Е. В., Гусева О. Н., Дьякова Н. В., Туденева Т. Н. Постгипоксическая энцефалопатия у лица, совершившего суицидальную попытку, и её судебно-психиатрическая оценка // Практика судебно-психиатрической экспертизы. — М., 2003. — Вып. 41. — С. 379—390.
- Печерникова Т. П., Гусинская Л. В., Лазько Н. В. Болезнь Альцгеймера в практике посмертной СПЭ // Практика судебно-психиатрической экспертизы. — М., 2003. — № 41. — С. 368—378.
- Печерникова Т. П., Лазько Н. В., Калинина Е. А. Особенности диагностики бредовых расстройств в практике посмертной СПЭ // Практика судебно-психиатрических экспертизы. — М., 2004. — Вып. 42. — С. 297—307.
- Печерникова Т. П. Особенности проведения посмертных СПЭ // Современные проблемы психиатрии в гражданском процессе. — М.: ГНЦССП имени В. П. Сербского, 2004. — С. 25—32.
- Печерникова Т. П., Туденева Т. Н. Посмертная Судебно-психиатрическая экспертиза «по факту смерти» // Российский психиатрический журнал. — М., 2004. — № 2. — С. 15—20.
- Печерникова Т. П., Смирнова Т. А., Цыро И. В., Шутилов Д. И. Сексуальное насилие: оценка тяжести вреда здоровью // Российский психиатрический журнал. — М., 2004. — № 5. — С. 43—48.
- Печерникова Т. П., Сафуанов Ф. С., Дозорцева Е. Г., Шишков С. Н., Сулимовская Е. И. Судебно-психиатрические экспертные критерии диагностики аффекта у обвиняемого: Пособие для врачей. — М.: ГНЦССП имени В. П. Сербского, 2004. — 43 с.
- Печерникова Т. П., Михайловская О. Г. Посмертная Судебно-психиатрическая экспертиза лиц, страдавших сахарным диабетом // Мате-риалы XIV съезда психиатров России. — М., 2005. — С. 315.
- Печерникова Т. П., Михайловская О. Г. Психические нарушения при сахарном диабете и их Судебно-психиатрическая оценка при посмертных экспертизах в гражданском процессе // Российский психиатрический журнал. — М., 2005. — № 2. — С. 14—18.
- Печерникова Т. П., Шостакович Б. В. Синдром травмы изнасилования — частный вариант посттравматического стрессового расстройства // Посттравматическое стрессовое расстройство. — М., 2005. — С. 110—120.
- Печерникова Т. П. Посмертные Судебно-психиатрические экспертизы в экспертной практике // Социальные преобразования и психическое здоровье. — М., 2006. — С. 56.
- Печерникова Т. П., Бутылина Н. В., Калинина Е. А., Носова С. К. Трудности диагностики исключительных состояний в практике судебно-психиатрической экспертизы (реакция «короткого замыкания») // Практика судебно-психиатрической экспертизы. — М., 2006. — Вып.44.— С. 198—209.
- Печерникова Т. П., Михайловская О. Г. Клинико-психопатологический аспект судебно-психиатрической оценки психического состояния лиц с сахарным диабетом при проведении посмертной экспертизы // Судебная психиатрия. — М., 2007. — Вып. 4. — С. 97—113.
- Печерникова Т. П., Комарова Е. В. Посмертная Судебно-психиатрическая экспертиза лиц с психическими расстройствами цереброваскулярного генеза в гражданском процессе // Судебная психиатрия. — М., 2007. — Вып. 4. — С. 144—155.
- Печерникова Т. П., Комарова Е. В. Психические расстройства цереброваскулярного генеза и их посмертная Судебно-психиатрическая оценка в гражданском процессе // Российский психиатрический журнал. — М., 2007. — № 1. — С. 23—27.
- Печерникова Т. П., Калинина Е. А., Мамонова И. П., Дъякова Н. В. Сложности экспертной оценки сосудистых заболеваний головного мозга в практике посмертной СПЭ // Практика судебно-психиатрической экспертизы. — М., 2007. — № 45. — С. 316—327.

## Экспертные заключения
- Печерникова Т. П., Кондратьев Ф. В., Орсенюк Т. М., Сафунов Ф. С., Копейко Г. И., Василевский В. Г. Заключение института судебной психиатрии о деятельности организации "Фонд Новой Святой Руси" (Богородичный Центр). — Государственный научный центр социальной и судебной психиатрии им. В. П. Сербского, 28.12.1994.